# Kudurebyalya, Gauribidanur
Kudurebyalya là một làng thuộc tehsil Gauribidanur, huyện Chikkaballapur, bang Karnataka, Ấn Độ.